# EADS/Northrop Grumman KC-45
El EADS/Northrop Grumman KC-45 fue un propuesto avión cisterna de reabastecimiento en vuelo, basado en el Airbus A330 MRTT. La Fuerza Aérea de los Estados Unidos (USAF) había ordenado 179 KC-45A como primer paso del reemplazo de los añosos cisternas Boeing KC-135 Stratotanker en servicio. Sin embargo, el concurso se reabrió en julio de 2008, después de que se confirmaran las protestas de Boeing acerca de la concesión. En respuesta al nuevo concurso, Northrop Grumman anunció el 8 de marzo de 2008 que abandonaba su puja por el nuevo contrato, declarando su CEO que los requerimientos de propuestas revisados favorecían a Boeing. El 20 de abril de 2010, EADS (ahora Airbus SE) anunció que se volvería a presentar a la competición y lo hizo con el KC-45. Finalmente, la USAF seleccionó al Boeing KC-46 Pegasus.

## Desarrollo

### Antecedentes
A finales de los años 90, la USAF decidió reemplazar su flota de KC-135. Inicialmente, el primer lote de reemplazo iba a ser una versión cisterna del Boeing 767-200, que fue seleccionado por encima del cisterna basado en el Airbus 330. En lugar de realizar una compra directa, como era la práctica habitual, la Fuerza Aérea alquiló cisternas 767 a Boeing. En enero de 2006, el entonces Secretario de Defensa, Donald Rumsfeld, anunció la cancelación del contrato del KC-767. Rumsfeld declaró que este movimiento no afectaría en absoluto la capacidad de la Fuerza Aérea para cumplir con las misiones del KC-767, que serían realizadas con continuas modernizaciones de las flotas de KC-135 Stratotanker y KC-10 Extender.

### Programa KC-X
En 2006, la USAF emitió una solicitud de propuestas (RPF) para un nuevo avión cisterna, conocida como RPF KC-X, que fue actualizada en enero de 2007 y debía ser seleccionado ese mismo año. La KC-X sería la primera fase de tres programas de adquisición para reemplazar la flota de KC-135.
El 29 de febrero de 2008, el Departamento de Defensa anunció que se había seleccionado al Northrop Grumman KC-30 (designado KC-45A por la USAF) por encima del Boeing KC-767 para la primera fase del programa. El 11 de marzo, Boeing presentó una protesta ante la Oficina de Contabilidad Gubernamental (GAO) por la concesión del contrato a Northrop Grumman. Tras la presentación de la protesta, Northrop Grumman y Boeing se enzarzaron en campañas mediáticas en apoyo de sus aviones cisterna.
El 18 de junio, la Oficina de Contabilidad Gubernamental apoyó la protesta de Boeing sobre la decisión  de conceder el contrato a Northrop Grumman, indicando que la USAF no había evaluado apropiadamente las propuestas de Boeing y Northrop Grumman.
El 9 de julio, el Secretario de Defensa, Robert Gates, anunció que el contrato para el KC-45 sería una "recompetición acelerada". El Subsecretario de Defensa, John Young, fue encargado de revisar el proceso, habiendo siendo retirada la Fuerza Aérea del mismo. El 10 de septiembre, el Departamento de Defensa estadounidense canceló la licitación del KC-X. El presupuesto para el KC-X se solicitaría para los Años Fiscales 10-15. En septiembre de 2009, la USAF dio las primeros pasos para aceptar nuevas propuestas. En marzo de 2010, Northrop Grumman anunció que se retiraría del proceso de licitación.
EADS y Boeing presentaron sus propuestas finales del cisterna KC-X el 10 de febrero de 2011. El 24 del mismo mes, la USAF anunció que la propuesta de Boeing había ganado el contrato del KC-X.

### Planes de producción
Las primeras cuatro unidades habrían sido convertidas desde versiones de pasajeros en EADS EFW en Dresde, Alemania. Airbus planeaba montar los aviones en Mobile (Alabama), tras lo cual habrían sido modificados por Northrop Grumman. EADS también anunció planes para trasladar el montaje de los cargueros comerciales A330 a Alabama. Como ganador del contrato de la Fuerza Aérea, Northrop Grumman y EADS (el subcontratista de la célula) esperaban invertir aproximadamente 600 millones de dólares en nuevas plantas de montaje en los Estados Unidos, junto con otra en el Brookley Complex en Mobile.
El fracaso de EADS en conseguir el contrato significó que la línea de producción de Alabama para el Airbus A330 nunca se materializara. Sin embargo, el 30 de junio de 2012, EADS anunció la instalación de una nueva factoría en Mobile para fabricar el Airbus A320 de cuerpo estrecho, que comenzó a operar el 14 de septiembre de 2015.

## Diseño
El A330 Multi Role Tanker Transport (MRTT) es un derivado militar del avión comercial Airbus A330. Está diseñado como un avión bitarea de transporte de carga y reabastecimiento en vuelo. Los contenedores alares de reabastecimiento son suministrados por la empresa británica Cobham. El espacio de carga ha sido modificado por Telair para que sea capaz de transportar paletas militares, además de las civiles ULD.
El A330 MRTT tiene una capacidad de combustible de 111 000 kg en las alas y en los depósitos bajo el piso. Estos depósitos no comprometen la capacidad de carga o de asiento de la cubierta principal en las tareas de transporte estratégico. La capacidad de combustible estándar permite el transporte de 43 000 kg de carga adicionales. El ala del A330 MRTT tiene una estructura común con el cuatrimotor A340-200/-300 con puntos de montaje reforzados para los motores exteriores del A340. Por ello, el ala del A330 MRTT requiere pocos cambios para usar estos puntos de anclaje para los contenedores alares de reabastecimiento.
El KC-45 sería equipado con un Sistema de Reabastecimiento en Vuelo por Pértiga (ARBS), dos contenedores de reabastecimiento subalares Cobham 905E, y una Unidad de Reabastecimiento de Fuselaje (FRU) Cobham 805E.

## Especificaciones
Nota: las especificaciones con un "*" son para el A330.
Referencia datos: KC-30, KC-45, y Airbus A330

### Características generales
- Tripulación: Tres (piloto, copiloto y operador de pértiga)
- Capacidad: 226 pasajeros
- Carga: 47200, 32 paletas
- Longitud: 58,8 m (192,8 ft)
- Envergadura: 60,3 m (197,8 ft)
- Altura: 17,4 m (57,1 ft)
- Superficie alar: 361,6 m2 *
- Peso vacío: 120 500 kg *
- Peso máximo al despegue: 230 000 kg *
- Planta motriz: 2× turbofán General Electric CF6-80E1.
  - Empuje normal: 320 kN (32 630 kgf; 71 939 lbf) de empuje cada uno.
- Capacidad máx. de combustible: 111 000 kg

### Rendimiento
- Velocidad máxima operativa (Vno): 880 km/h (547 MPH; 475 kt) *
- Velocidad crucero (Vc): 860 km/h (534 MPH; 464 kt) *
- Alcance: 12 500 km (6749 nmi; 7767 mi) *
- Techo de vuelo: 12 500 m (41 010 ft) *

## Aeronaves relacionadas

### Desarrollos relacionados
- Airbus A310 MRTT
- Airbus A330 MRTT

### Aeronaves similares
- Boeing KC-46 Pegasus
- Boeing KC-135 Stratotanker
- Boeing KC-767
- McDonnell Douglas KC-10 Extender

### Secuencias de designación
- Secuencia C-_ (Aviones de Carga estadounidenses, 1962-presente): ← C-38 - C-40 - C-41 - C-45 - C-46